# Akciová společnost s proměnným základním kapitálem
Akciová společnost s proměnným základním kapitálem (zkráceně také SICAV) je jednou z forem investiční společnosti, využívané v západní Evropě, zejména v Lucembursku, Švýcarsku, Itálii, Španělsku, Belgii, Maltě, Francii a České republice. SICAV je zkratka z francouzského société d' investissement à capital variable, což lze přeložit jako „investiční společnost s proměnným kapitálem“.
SICAV je podobný americkému otevřenému podílovému fondu, zatímco sociedad de inversión de capital fijo nebo société d'investissement à capital fixe (SICAF) je podobný uzavřenému investičnímu fondu. Stejně jako v případě jiných otevřených fondů kolektivního investování je investor v zásadě kdykoli oprávněn požadovat odkup svých akcií a výplatu částky odpovídající NAV k datu žádosti o zpětný odkup.

## Označení pro SICAV v různých jazycích
- Česky akciová společnost s proměnným základním kapitálem
- Nizozemsky Beleggingsvennootschap met veranderlijk kapitaal
- Německy Investmentgesellschaft mit variablem Kapital
- Italsky società d'investimento a capitale variabile
- Španělsky sociedad de inversión de capital variable

## SICAV v české legislativě
Do české legislativy byla tato forma investičního fondu implementována v roce 2013 spolu se zákonem č. 240/2013 Sb., o investičních společnostech a investičních fondech ve znění pozdějších předpisů. Tento zákon je hlavním pramenem práva investičního fondu s proměnným základním kapitálem, přičemž se jeho úprava nachází zejména v § 154 až 169 ZISIF. Významným pramenem práva pro SICAV je rovněž zákon č. 90/2012 Sb., o obchodních společnostech a družstvech ve znění pozdějších předpisů, který je ovšem vůči ZISIF v podřízeném postavení. Jako podpůrný pramen slouží taktéž Zákon č. 89/2012 Sb., občanský zákoník, zejména úprava obchodních korporací a právnických osob.